# 阿达穆斯
阿达穆斯（西班牙語：Adamuz）是西班牙安达卢西亚自治区科尔多瓦省的一座城市，面积334平方公里，人口4,476人（2006年）。